# Cardotia boiviniana
Cardotia boiviniana là một loài rêu trong họ Dicranaceae. Loài này được Besch. Cardot mô tả khoa học đầu tiên năm 1899.